# كمين حافلة إيلات 1956
كمين حافلة إيلات كان بمثابة هجوم على حافلة إيغد كانت مسافرة من تل أبيب إلى إيلات في 16 أغسطس 1956. تعرضت حافلة مدنية إسرائيلية لكمين من قبل فرقة فدائيين، وقتل 4 ركاب وجرح 3 آخرين.

## الهجوم
في يوم الخميس الموافق 16 أغسطس 1956، تسللت فرقة فدائيين فلسطينية إلى إسرائيل عن طريق الأردن، بلغوا المسلحين بئر منوحاه في منطقة وادي عربة وأعدت لكمين في حفرة على جانب الطريق.
عند الظهر ، تعرضت حافلة إيجد الأسبوعية رقم 391 من تل أبيب إلى إيلات، برفقة مركبة عسكرية تابعة للجيش الإسرائيلي، لهجوم بالأعيرة النارية أثناء مرورها في بئر منوحاه. قتل 3 جنود إسرائيليين ومدنية، وأصيب ثلاثة ركاب مدنيين.

## وصلات خارجية
- أربعة إسرائيليين يموتون في كمين - ذا ستار فينيكس ، 16 أغسطس 1956